# إن بي آي تو كي22
إن بي آي تو كي22 (بالإنجليزية: NBA 2K22)‏ هي لعبة فيديو محاكاة وكرة سلة طورتها فيجوال كونسبتس ونشرتها تو كي جيمز، صدرت في 10 سبتمبر 2021 وتعمل على أجهزة ويندوز، نينتندو سويتش، بلاي ستيشن 4، بلاي ستيشن 5، إكس بوكس ون، إكس بوكس سيريس إكس وسيريس أس وأبل آركيد. وهي جزء من أجزاء ألعاب رياضة كرة السلة إن بي آي تو كي.
أصبحت من أكثر ألعاب البلاي ستيشن 5 تحميلا في أكتوبر 2021.